# Статуя Свободы
Ста́туя Свобо́ды (англ. Statue of Liberty, полное название — «Свобо́да, озаря́ющая мир», англ. Liberty Enlightening the World) — монументальная скульптура в стиле неоклассицизма, расположенная в США на острове Свободы, находящемся в Верхней Нью-Йоркской бухте, примерно в трёх километрах к юго-западу от южной окраины острова Манхэттен.
Изготовлена во Франции под руководством Огюста Бартольди, которого вдохновила идея Эдуара Рене Лефевра де Лабулэ, воодушевлённого победой антирабовладельческих сил в гражданской войне в США. Изготовление статуи, её транспортировка и установка длились около десяти лет. За это время рука статуи, держащая факел, побывала на Всемирной выставке (1876), проводившейся в Филадельфии. После окончания работ в 1884 году скульптуру разобрали, элементы сложили в ящики и в июне 1885 года доставили в США, где шли работы по возведению пьедестала. Возведение пьедестала началось в 1885 году под руководством архитектора Ричарда Морриса Ханта. Статуя Свободы была торжественно открыта 28 октября 1886 года президентом США Гровером Кливлендом. Находилась в ведении Совета маяков вплоть до 1901 года, а затем Военного министерства; с 1933 года — в ведении Службы национальных парков США как часть национального памятника «Статуя Свободы». С 1984 года входит в список Всемирного наследия ЮНЕСКО.

## Проектирование и строительство

### Зарождение идеи и первый эскиз

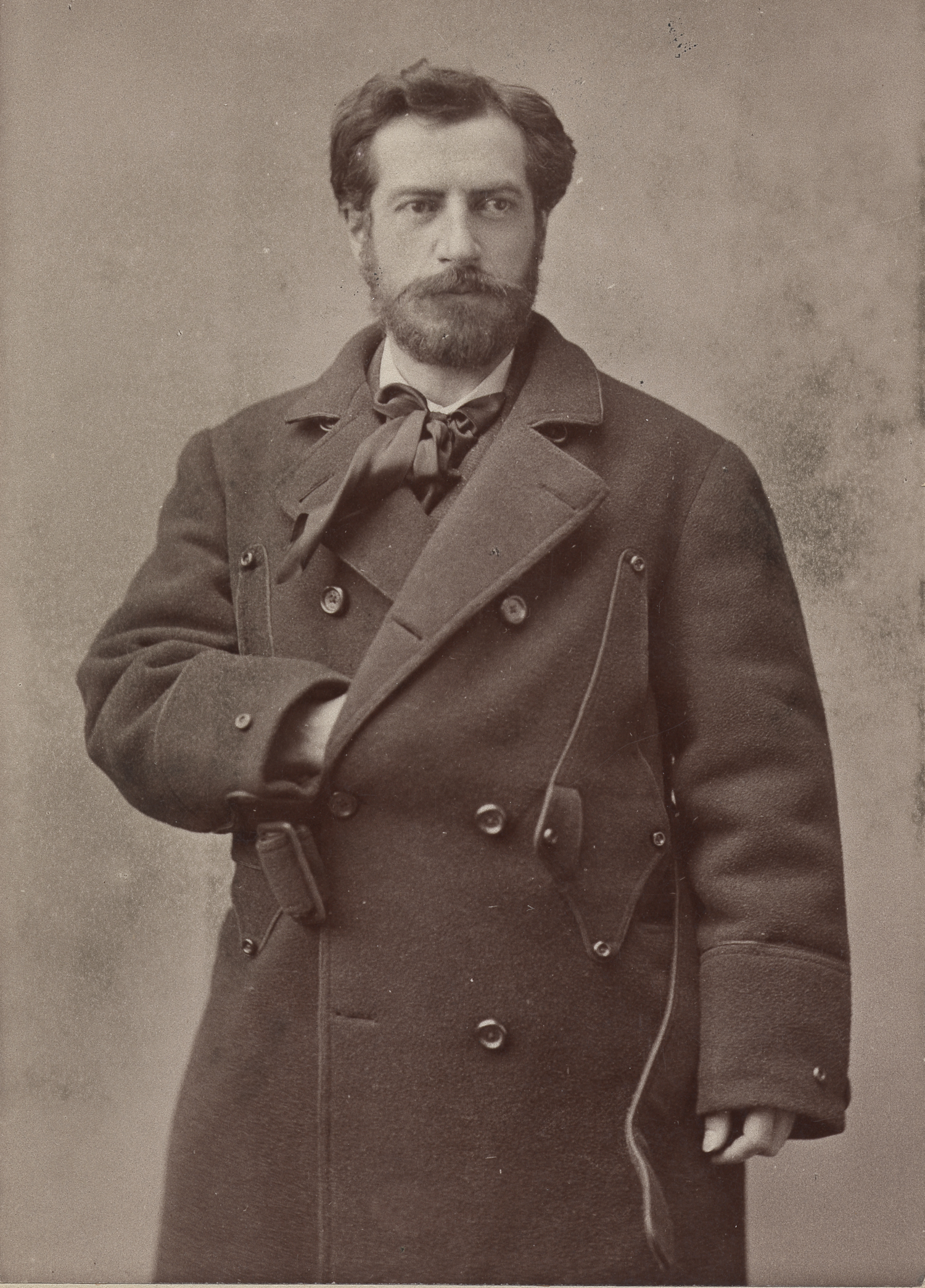
Фредерик Огюст Бартольди — французский скульптор, спроектировавший статую Свободы, фотография Наполеона Сарони (1880)

Идея создания монумента принадлежит Эдуару Рене Лефевру де Лабулэ, видному французскому мыслителю, писателю и политическому деятелю, президенту французского антирабовладельческого общества. По словам скульптора Фредерика Огюста Бартольди, де Лабулэ высказал её в беседе с ним в середине 1865 года, будучи вдохновлённым победой антирабовладельческих сил в гражданской войне в США. В 1863 году, в то время, когда исход противостояния ещё не был предрешён, в послании, опубликованном в ежемесячном издании Revue nationale, Эдуар Рене призвал граждан к поддержке Союза.
Озвученная де Лабулэ мысль по созданию статуи «усилиями скульпторов обеих наций» привлекла внимание Бартольди, однако с оглядкой на политическую конъюнктуру Франции ему было сложно рассчитывать на её воплощение. В период правления Наполеона III такие идеи приравнивались к государственной измене. Кроме того, мало кто из французов решился бы публично поддержать проект, опасаясь того, что это может быть расценено как вызов правлению императора. Несмотря на сложившееся положение, Бартольди не стал отказываться от идеи по возведению статуи. Время от времени он экспериментировал с маленькими глиняными моделями.
В конце 1860-х годов Бартольди сумел заинтересовать сооружением огромной статуи, имевшей черты Колосса Родосского, правителя Египта Исмаила-пашу. Статую, названную «Египет, несущий свет в Азию», планировалось установить при входе в Суэцкий канал со стороны Порт-Саида, но в конечном итоге правительство страны пришло к выводу, что перевозка конструкции из Франции и работы по её установке лягут тяжёлым бременем на экономику Египта.
В начале 1870-х годов скульптор принял участие в франко-прусской войне, в ходе которой получил звание майора. В послевоенные годы Бартольди создал три скульптуры, посвящённые доблести французского народа. Каждая из них сочетала в себе элементы популярного в то время направления романтизма, к которому позднее стали относить и статую Свободы. В 1871 году Бартольди вновь побывал на ужине в доме де Лабулэ, в ходе которого высказал желание вернуться к «мимолётной мысли» профессора о статуе. На тот момент скульптор всё ещё не был уверен в её окончательной форме, но точно знал, что она будет отождествлять свободу. Тогда же было принято решение, что Бартольди отправится в США, чтобы убедить американцев разделить расходы на возведение, а де Лабулэ станет ответственным за начало кампании по финансированию проекта во Франции. Спустя девять дней после возвращения в Париж скульптор отправился в двадцатидневное путешествие через Атлантический океан. В июне 1871 года он прибыл в Нью-Йорк. Когда его корабль входил в бухту Аппер-Нью-Йорк-Бей, он заметил остров, расположенный неподалёку. Бартольди решил, что нашёл идеальное место для статуи. Позднее скульптор писал: «Статуя была рождена для этого места, оно вдохновило меня на её создание». В то время остров носил название в честь голландского иммигранта Исаака Бедлоу.
Вдохновлённый увиденным, Бартольди сделал акварельный набросок, сохранившийся до наших дней. На нём изображена статуя Свободы, значительно отличающаяся от своей современной версии. На эскизе в левой руке статуи изображена разбитая ваза, древний символ рабства, которая позднее была заменена на табличку с начертанием даты принятия Декларации независимости. Кроме того, изменения претерпели местоположение статуи в пределах острова и форма пьедестала. В ходе поездки Бартольди познакомился с журналистом Хорасом Грили, писателем Джорджем Кёртисом и поэтом Генри Лонгфелло, которые выразили свою поддержку проекту. Скульптору также удалось заручиться одобрением президента Улисса Гранта. 4 июля 1871 года, по прибытии в Вашингтон, Бартольди встретился с сенатором от Массачусетса Чарльзом Самнером. В письме де Лабулэ он писал: «Я ищу людей, желающих принять участие в реализации нашего проекта, и я нашёл достаточное число таковых». Особую роль в последующей реализации идеи сыграло возобновление контактов с Джоном Лафаржем, с которым Бартольди познакомился ещё в Париже. Впоследствии Лафарж предоставил скульптору свою студию в Ньюпорте, где в течение следующего десятилетия Бартольди работал над статуей. В ходе своего путешествия, помимо Нью-Йорка, Бостона и Вашингтона, скульптор побывал в Чикаго, Питтсбурге, Сент-Луисе, Денвере, Солт-Лейк-Сити, Сакраменто и Сан-Франциско. Осенью 1871 года он вернулся во Францию.

### Разработка проекта и процесс создания

Большая печать Франции (1848)

В основу статуи легло изображение женщины, держащей в руках символический элемент (заимствовано из монет и печатей XIX века). Самыми распространёнными в то время скульптурными элементами являлись меч, табличка с начертанием, крест, лавровый венок и факел. Бартольди экспериментировал над их сочетанием. За основу он взял предварительный эскиз так и не возведённой статуи «Египет, несущий свет в Азию», сохранив расположение факела в правой руке. Первоначально планировалось, что в левой руке будет находиться один из символов победы над рабством — разбитая ваза или разорванные цепи. Позднее скульптор пришёл к выводу, что наилучшим решением будет разместить в руке табличку с начертанием даты принятия Декларации независимости США — 4 июля 1776 года. В то время было принято изображать даты на скульптурах римскими цифрами: IV июля MDCCLXXVI. По образу египетской статуи Бартольди решил включить в качестве одного из элементов корону с семью лучами. С давних времён данный символ обозначал сияние солнца для семи известных планет. В более поздних христианских статутах он символизировал силу религиозной веры. Кроме того, фамильной эмблемой Бартольди являлся солнечный луч, и считается, что это обстоятельство сыграло важную роль в окончательном выборе элемента. По задумке Бартольди, семь лучей короны отождествляют свободу, распространяющуюся над семью морями и семью континентами. В начале 1872 года внешний облик статуи приобрёл окончательный вид. Считается, что прообразом статуи Свободы выступила Шарлотта Бейссер Бартольди — мать скульптора.
Изучив скульптуры в разных странах мира, Бартольди пришёл к выводу, что внешняя часть статуи Свободы должна быть выполнена в технике металлопластики. В качестве основного материала выступила медь, характеризующаяся устойчивостью к насыщенному солью воздуху. Так, при длительном воздействии воздуха на медь образуется насыщенный зелёный налёт, известный как патина, который одновременно защищает статую и делает её привлекательной. Команда инженеров произвела подробные расчёты силы тяжести, лобового сопротивления и других физических факторов. В результате было определено, что необходимая толщина медных листов должна составлять 2,38 миллиметра. Бартольди решил возвести статую высотой в 46 метров. Расчёты показали, что для статуи такой величины область талии должна иметь толщину в 10,67 метра.

Один из первых эскизов статуи Свободы (Ф. Бартольди)

В конце концов существенная часть спорных моментов была разрешена. Для реализации проекта Бартольди зарезервировал самую большую мастерскую в Париже, располагавшуюся неподалёку от площади Звезды. Следующим шагом скульптора стало вовлечение в проект известного архитектора Эжена Виолле-ле-Дюка, в задачу которого входило проектирование поддерживающей конструкции. Виолле-ле-Дюк разработал проект, заключавшийся в разбивке статуи на части, заполненные песком, который при необходимости можно было бы извлекать по отдельным элементам. Проект не был воплощён из-за кончины архитектора в 1879 году. В 1880 году к работам над статуей привлекли Гюстава Эйфеля, который предложил в качестве опорного элемента железные пилоны, характеризующиеся устойчивостью и в то же время гибкостью, что существенно упростило проведение монтажных работ. Проектированием опорной конструкции занимался франко-швейцарский инженер Морис Кеклен. В 1884 году к нему присоединился Эмиль Нугье.
В процессе разработки проекта возникали и трудности. Согласно наброскам Бартольди, поднятая рука должна была отклоняться от линии тела статуи под достаточно большим углом. Эйфель убедил скульптора изменить угол, приблизив элемент к вертикальному положению. В связи с этим возникла необходимость в возведении второго опорного каркаса. В результате внутренняя структура приобрела следующий вид: от пилонов, расположенных в центре статуи, в направлении краёв отходили фермы; внутренняя сторона корпуса статуи состояла из металлических пластин, так называемых ремешков; металлические сёдла, приклёпанные к краям, фиксировали данные пластины; концы ферм прикреплены болтами к сёдлам; тысячи медных заклёпок продеты с внешней стороны, фиксируя опору. При этом, чтобы металлические пластины и медные листы не вступили в прямой контакт, планировалось изолировать их слоем асбеста, пропитанного шеллаком. Часть меди для статуи была передана из складских запасов фирмы Société des métaux (фр.), руководителем которой являлся французский предприниматель Эжен Секретан. Её происхождение не было задокументировано, но исследования 1985 года показали, что в основном она была добыта в Норвегии на острове Кармёй (англ.). Легенда о поставках меди из Российской Империи (Уфа и Нижний Тагил) была проверена энтузиастами, но не нашла документального подтверждения.

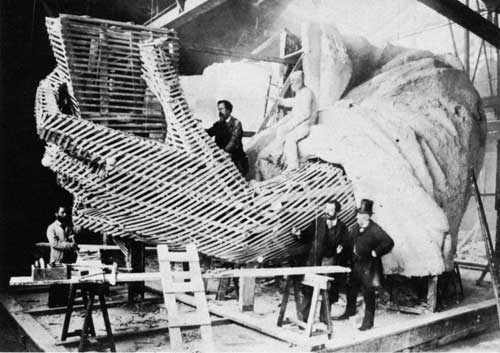
Левая рука статуи на ранней стадии возведения

В 1875 году начались непосредственные работы по возведению статуи. В качестве образца выступила глиняная модель высотой в 1,25 метра, которая впоследствии была увеличена до 11 метров. Образец был разделён на 210 сегментов, каждый из которых воспроизводился в натуральную величину. При возведении статуи возникла проблема переноса её формы с глиняной модели на медные листы. Для этого плотники соорудили массивные деревянные элементы, повторившие контуры статуи. При помощи специальных рычагов и ударов молотком тонкие медные листы, наложенные на деревянные элементы, приобретали необходимую форму. Возведение статуи происходило сверху вниз (первыми были созданы её правая рука и факел, а затем голова). В июле 1882 года тело было собрано по пояс. В 1884 году работы по строительству статуи были завершены. По этому случаю 4 июля посол США во Франции Леви Мортон организовал в Париже банкет, на котором присутствовал премьер-министр Жюль Ферри.

#### Выставки и показы

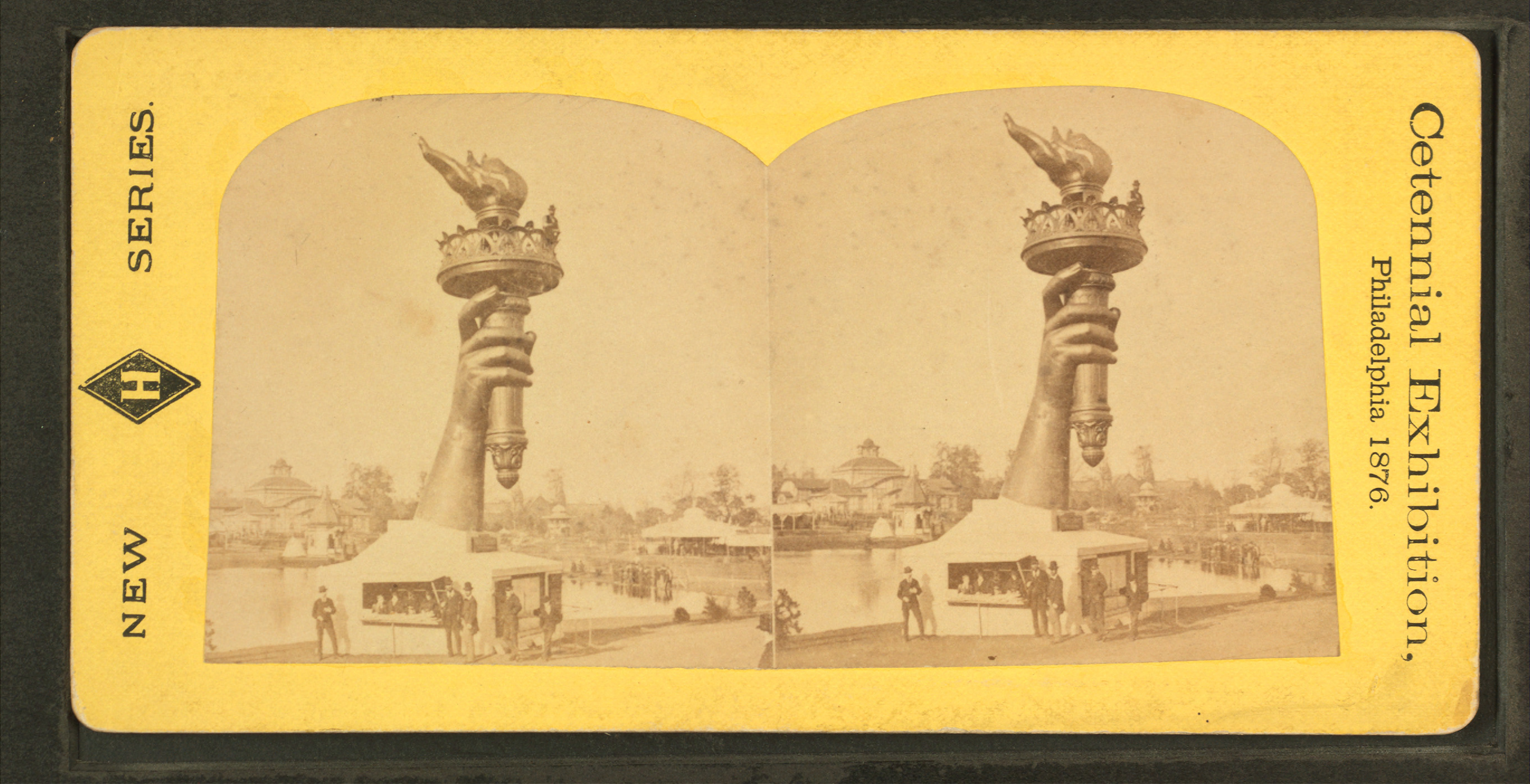
Стереоскопическое изображение правой руки статуи Свободы на Всемирной выставке 1876 года в Филадельфии

В середине 1880-х годов перед Бартольди встала задача по популяризации статуи в США. В мае 1876 года скульптор в составе французской делегации принял участие во Всемирной выставке в Филадельфии и организовал показ многочисленных картин с изображением статуи на торжествах в Нью-Йорке. Рука статуи Свободы не была включена в каталоги экспонатов выставки, тем не менее она была показана посетителям. Любой желающий имел возможность подняться на балкон факела, откуда можно было полюбоваться панорамой выставочного комплекса. В репортажах её называли «Колоссальная рука» и «Электрический свет Бартольди». После окончания выставки рука с факелом была перевезена из Филадельфии в Нью-Йорк и установлена в Мэдисон-сквере, где простояла семь лет вплоть до возвращения во Францию для соединения с остальной частью статуи. В 1878 году голова статуи Свободы стала экспонатом на Всемирной выставке в Париже.

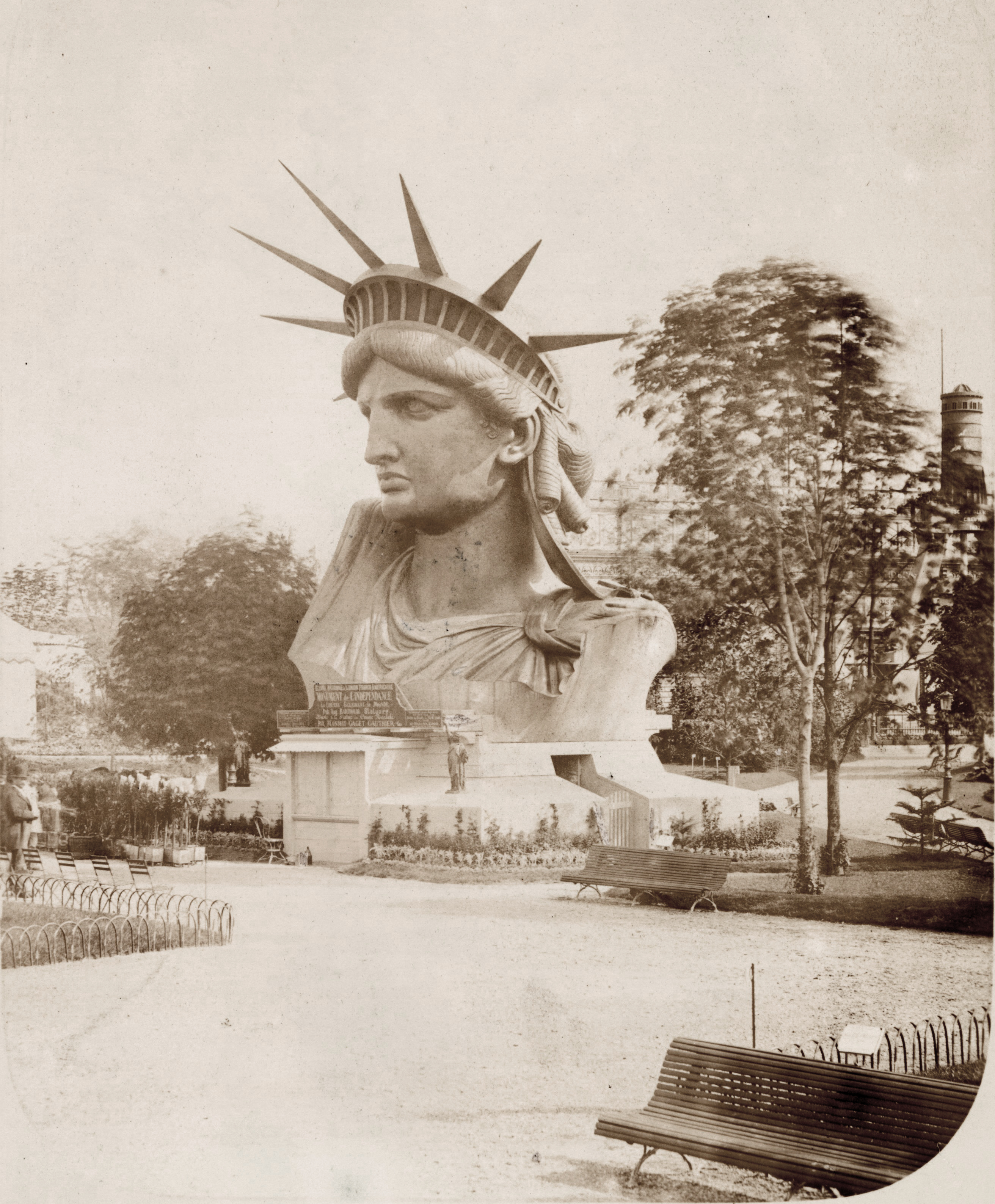
Голова статуи на Всемирной выставке в Париже (1878)

### Объединение усилий, сбор средств и возведение пьедестала
В августе 1875 года было объявлено о создании организации «Франко-американский союз» (англ. Franco-American Union). В заявлении организации говорилось, что сама статуя будет профинансирована Францией, а пьедестал к ней — Соединёнными Штатами. Первоначально планировалось, что стоимость памятника составит 240 тыс. франков. По тем временам данная сумма являлась очень существенной. На первом этапе было собрано около 40 тыс. франков. К концу первого года своего существования организация получила взносы на общую сумму в 200 тыс. франков. Весомый вклад внесли благотворительные сборы в рамках различных увеселительных мероприятий и лотерей. В апреле 1876 года в Парижской опере состоялось крупное мероприятие по сбору средств с участием де Лабулэ, в ходе которого он сравнил статую Свободы с Колоссом Родосским. Летом 1879 года «Франко-американский союз» получил разрешение от правительства на организацию национальной лотереи. Среди предложенных призов было несколько произведений искусства, подаренных художниками, в том числе учителем Бартольди Антуаном Этексом. В июле 1880 года «Франко-американский союз» объявил о наличии всей необходимой суммы. В целом более 100 000 частных лиц, 181 город и 10 торговых палат внесли свой вклад в создание статуи. Речь шла о сумме в 400 тыс. франков (приблизительно 250 тыс. долларов США), которая включала в себя взносы в виде строительных материалов и невозмещённые расходы.
Первоначально недостаток финансирования ощущался по обе стороны Атлантического океана. В январе 1877 года был образован Американский комитет статуи Свободы, председателем которого стал Уильям Эвартс. Тогда же он объявил первую официальную оценку стоимости пьедестала — 125 тыс. долларов. Попытки представителей комитета привлечь финансирование оказались тщетными: американская общественность не проявила особого интереса к проекту. Это обусловливалось неблагоприятным экономическим положением страны. В 1873 году США вступили в Долгую депрессию, что вынудило колумнистов газет задаться вопросом: почему американцы должны тратить деньги на статую в то время, когда рабочие столкнулись с сокращением заработной платы или вовсе с увольнением. Вдобавок многие американцы сомневались, что статуя действительно будет возведена. В декабре 1880 года Эвартс в письме де Лабулэ достаточно оптимистично высказался о ходе сбора средств, умолчав о проблемах: «У нас нет ни малейших сомнений, что наши партнёры выделят деньги на постамент и что мы сможем завершить его возведение в срок». 31 декабря 1882 года Бартольди в письме секретарю Американского комитета выразил недовольство очевидным провалом по сбору средств в Соединённых Штатах. Результатом стала публикация брошюры «Обращение к народу Соединённых Штатов от имени Великой Статуи Свободы, озаряющей мир» (англ. An Appeal to the People of the United States of the Great Statue of Liberty Enlightening the World), в которой содержалось воззвание к американцам с просьбой сформировать подкомитеты по всей стране. В других частях США было широко распространено мнение, что статуя — подарок Нью-Йорку, не имевший отношения к нации в целом. Вскоре проект стала продвигать газета «Нью-Йорк таймс», которая подробно освещала деятельность комитета. В ней же публиковались списки крупных жертвователей, имевшие под собой цель привлечь в проект состоятельных людей. Однако данная стратегия потерпела неудачу. В декабре 1883 года комитетом была организована выставка предметов искусства, находящихся во владении зажиточных коллекционеров. За четыре недели она собрала около сорока тысяч посетителей, а комитет получил чистую прибыль в размере 12 тыс. долларов. Через два дня после закрытия выставки представитель комитета заявил: «Нам нужно ещё от 175 тыс. до 200 тыс. долларов, чтобы достроить пьедестал».
Позднее был организован книжный аукцион. В его проведении приняли участие следующие авторы: Марк Твен, Уолт Уитмен, Брет Гарт, Эмма Лазарус. Наследники Генри Лонгфелло и Уильяма Каллена Брайанта пожертвовали в пользу аукциона сборники произведений. Фундамент, возведение которого было полностью завершено в 1884 году, обошёлся комитету в 94 тыс. долларов. Для покрытия всех расходов необходимо было собрать ещё как минимум 100 тыс. долларов. После установки краеугольного камня суммарные расходы фонда составили 150 тыс. долларов. В 1884 году в легислатуру штата был внесён законопроект, предполагавший выделение в пользу комитета 50 тыс. долларов. Данную инициативу поддержали обе палаты законодательного собрания. Однако для завершения всех положенных процедур необходима была подпись губернатора. Гровер Кливленд наложил вето на законопроект, отметив, что конституция штата запрещает муниципальным подразделениям расходовать государственные средства в пользу частных организаций. В период с 1 декабря 1884 года по 10 марта 1885 года общая сумма взносов составила менее 16 тыс. долларов. 14 марта Джозеф Пулитцер в газете New York World опубликовал статью под названием «Национальный позор» (англ. The National Disgrace), в которой выступил с резкой критикой: «Миллионеры готовы тратить тысячи долларов на подражание аристократическим безумствам, но в то же время они слишком скупы, чтобы пожертвовать доллар на возведение пьедестала». Два дня спустя Пулитцер инициировал начало новой кампании по сбору средств. Во своей второй статье он пообещал дарителям, что их «имена будут опубликованы, независимо от размера пожертвования». В результате десятки тысяч людей внесли свой вклад в финансирование постамента. За первую неделю поступило порядка двух тысяч долларов. Помимо Нью-Йорка, помощь приходила из Де-Мойна, Джэксонвилла, Сент-Луиса, Сан-Франциско, Форт-Смита, Сан-Матео, Уэйко, а также из Англии, Ирландии, Шотландии, Франции, Италии и Кубы. 11 августа Пулитцер объявил, что общая сумма пожертвований составила необходимые 100 тыс. долларов.

#### Работы над пьедесталом
В период финансовых трудностей работа над пьедесталом не прекращалась. К проекту присоединился американский архитектор Ричард Моррис Хант, который представил эскиз постамента, срок возведения которого, по его субъективной оценке, составлял порядка девяти месяцев. Окончательный дизайн был утверждён лишь летом 1884 года. В марте 1883 года были заключены первые контракты на раскопки. В то же время в качестве руководителя по строительству был нанят генерал Чарльз Стоун. По прошествии шести месяцев котлован достиг глубины более девяти метров. В октябре началась заливка бетонного фундамента, продолжавшаяся в течение следующих восьми месяцев. В качестве основного вещества использовался портландцемент, доставленный в 8000 бочках (1360 тонн) и произведённый немецкой фирмой «Дикерхофф» (нем. Dyckerhoff). Фундамент был залит в форме ступенчатой пирамиды. Площадь нижнего основания — 8,45 м², верхнего — 6,22 м². Глубина залегания фундамента — 4,92 метра. Результаты исследования, проводившегося в 1885 году, показали, что фундамент способен выдерживать объекты массой до 131 тонны на квадратный фут. При этом расчётное давление статуи доходило до пяти тонн на квадратный фут.
Перед началом возведения пьедестала Американский комитет получил порядка двадцати образцов гранита и песчаника из Кентукки, Коннектикута, Мэна, Нью-Йорка и Южной Каролины. Предпочтение было отдано граниту с острова Литс, штат Коннектикут. Для упрощения логистики на острове соорудили небольшую железную дорогу, соединившую пристань и непосредственно место строительства. 20 июля 1884 года начал эксплуатироваться паром «Бартольди», доставлявший материалы с материковой части на остров. Спустя две недели был заложен краеугольный камень, внутри которого поместили шкатулку с копией Декларации независимости, Конституцией, ежедневными газетами, историями статуи и Бруклинского моста, монетами и другими памятными историческими предметами. В конце ноября в связи с недофинансированием работы были приостановлены, готовность постамента на тот момент составляла порядка двадцати процентов. По состоянию на март 1885 года в бюджете Американского комитета оставалось менее трёх тысяч долларов США. 11 мая 1885 года благодаря возобновлению финансирования рабочие возобновили строительство. 22 апреля 1886 года был заложен последний элемент пьедестала.

### Отправка и прибытие в США, церемония открытия статуи

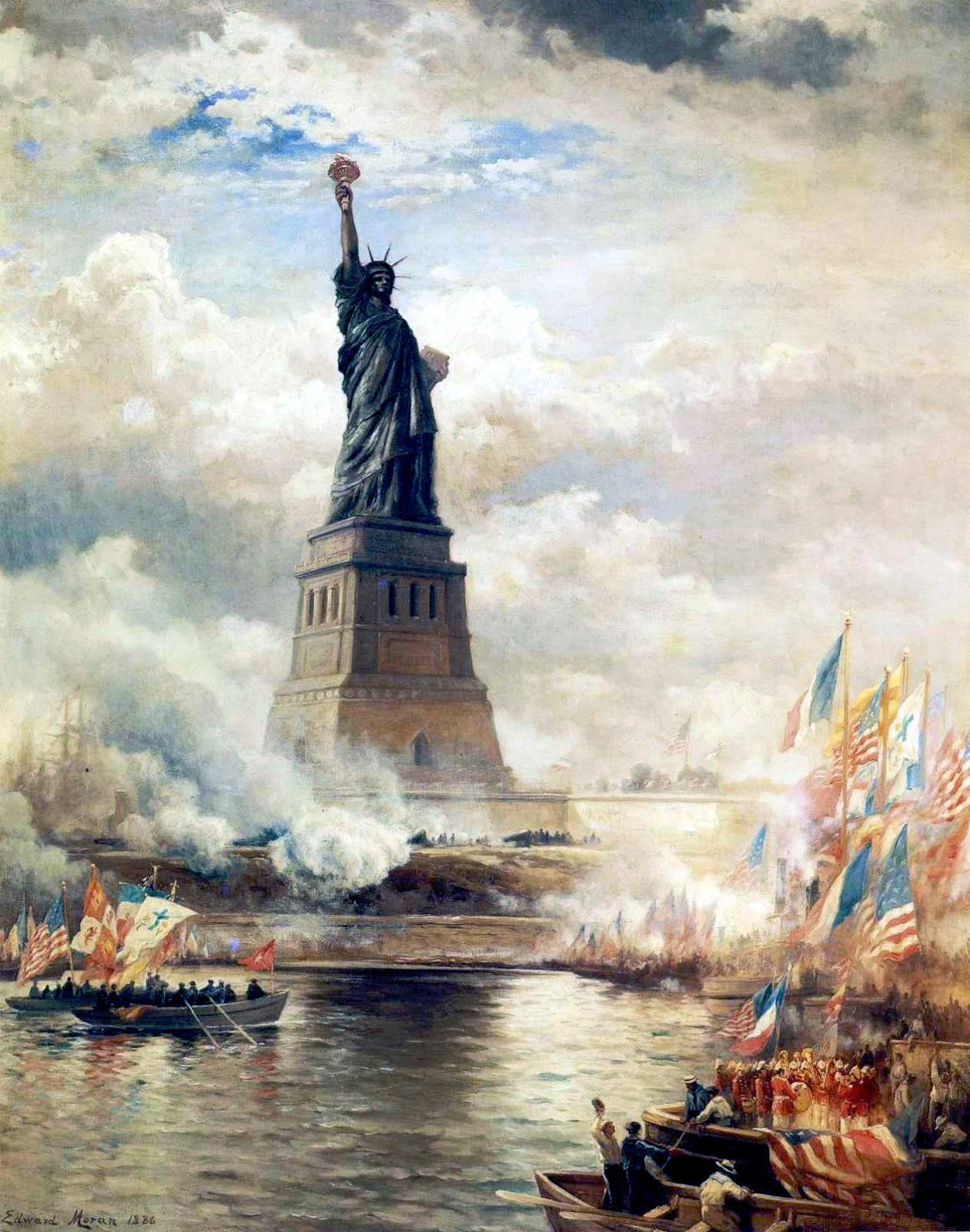
Худ. Э. Моран. Открытие статуи Свободы (1886)

1 января 1885 года Бартольди объявил о готовности статуи к отправке в США. Тогда же начались работы по демонтажу статуи для последующей отправки в Нью-Йорк. Памятник был разобран на 350 частей, которые упаковали в 214 ящиков и погрузили на борт французского фрегата «Изер». 21 мая фрегат вышел из порта Руана. 17 июня 1885 года груз был доставлен в нью-йоркскую гавань. Статую собрали за четыре месяца: последний медный лист был прикован к пятке правой ноги 23 октября 1886 года.
В сентябре 1886 года Конгресс США одобрил выделение 56 тыс. долларов «на надлежащее проведение церемонии открытия». 28 октября 1886 года в парке Мэдисон-сквер в присутствии двухсот пятидесяти тысяч зрителей состоялось торжественное открытие, на котором выступил президент США Гровер Кливленд. Среди присутствовавших — генерал Филип Шеридан, губернатор Нью-Йорка, представители армии и флота, дипломатического корпуса и члены Американского комитета статуи Свободы. Ричард Батлер, секретарь Американского комитета, представил президенту членов французской делегации, которую возглавил Фердинанд де Лессепс. В церемонии было задействовано порядка двадцати тысяч человек. Парад длился порядка двух часов. По его окончании президент и другие высокопоставленные деятели поднялись на борт парохода USS Despatch для участия в военно-морском смотре. Затем торжества переместились и на сам остров, где была сооружена трибуна, вместившая около двух тысяч человек. Торжественную речь произнесли президент Кливленд, дипломат де Лессепс, юрист Эвартс. На вечер планировался фейерверк, однако из-за плохих погодных условий его пришлось отложить на четыре дня.

## После открытия

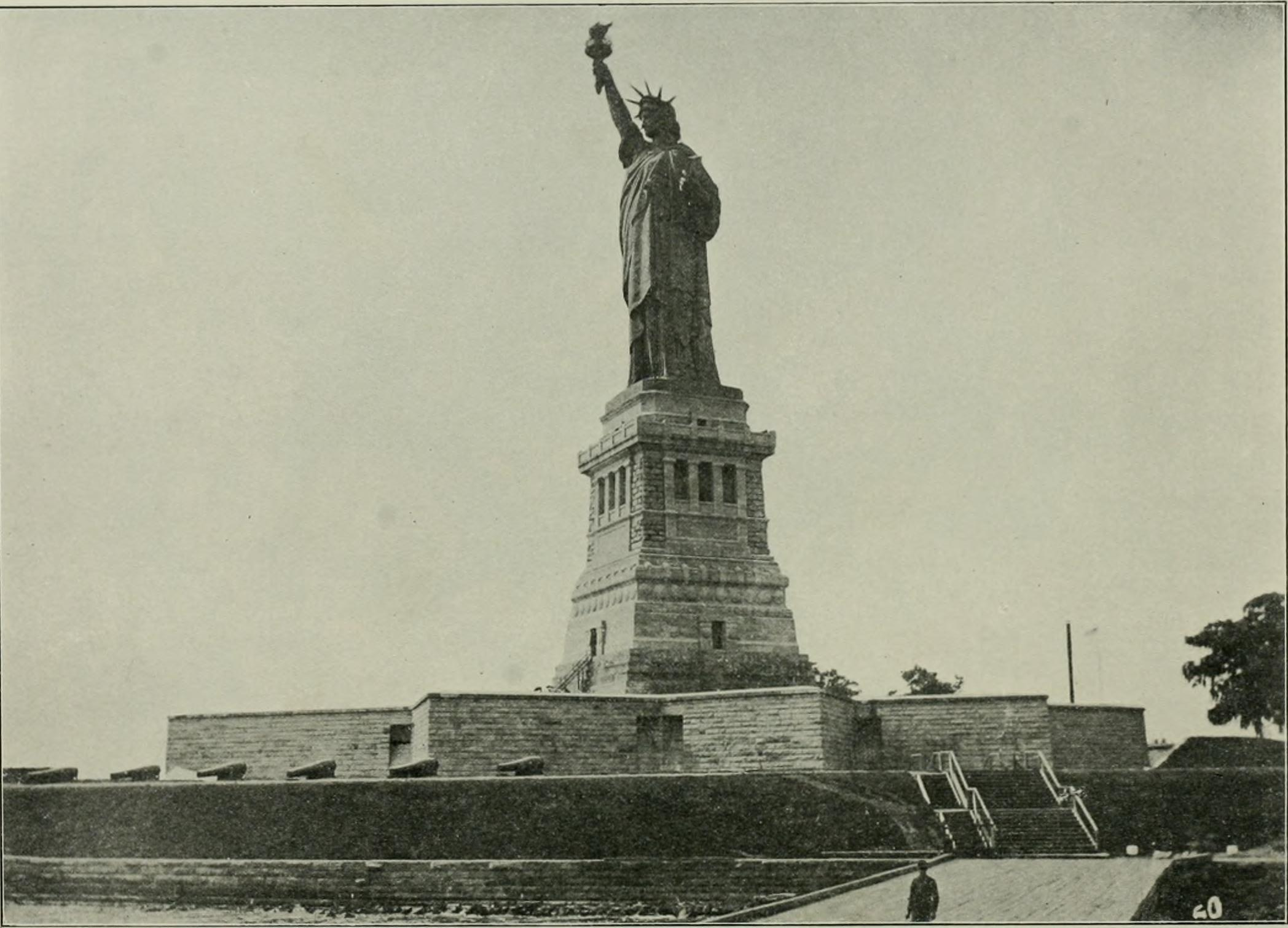
Статуя Свободы (около 1900 года)

Расходы на содержание статуи в первый год после её открытия составили 7,5 тыс. долларов. Тогда же оказалось, что факел, приводимый в действие паровой динамо-машиной, горел слишком тускло и находился слишком высоко, чтобы эффективно выполнять роль маяка. Проблему так и не решили в основном из-за наличия большого числа ответственных. Так, Совет маяков официально отвечал за освещение и, в некоторой степени, за саму статую. Сам остров находился в распоряжении армии США. Гражданский комитет Нью-Йорка отвечал за организацию туристических экскурсий. 8 февраля 1890 года министр финансов Уильям Уиндом объявил о решении возвести новый иммиграционный центр на острове Бедлоу. В дело вновь вмешался Джозеф Пулитцер, опубликовав серию статей, в которых апеллировал к тому, что остров выделен исключительно для статуи Свободы и по закону не должен использоваться ни для каких других целей. В итоге правительство было вынуждено перенести реализацию проекта на остров Эллис. В 1893 году Бартольди вновь посетил Нью-Йорк, в том числе и статую Свободы. По итогам своего визита он обнаружил проблему с освещением, усугублявшуюся по мере того, как медная оболочка статуи покрывалась зелёной патиной, что делало её более тёмной и менее отражающей свет. Проблема ухудшалась в том числе на фоне скудных ассигнований. Расходы на содержание статуи составляли чуть более 25 тыс. долларов в год. Из-за недостатка финансирования случалось, что статуя и вовсе не была подсвечена. В 1902 году законопроект о выделении 50 тыс. долларов на модернизацию системы освещения не был одобрен Палатой представителей. Таким образом, статуя с момента своего открытия не соответствовала роли маяка, а имевшаяся подсветка удовлетворяла лишь минимальные потребности. 30 декабря 1901 года президент Теодор Рузвельт подписал приказ, возлагающий на военное министерство ответственность за обслуживание статуи. Поскольку она не выполняла роль маяка, министр финансов издал приказ о демонтаже электростанции на острове. 1 марта 1902 года факел статуи погас. Городские газеты опубликовали ряд статей, в которых требовали, чтобы факел оставался зажжённым. Федеральное правительство отреагировало на реакцию общественности, и электростанция продолжила функционировать. 23 апреля газета New-York Tribune вышла под заголовком: «Факел Свободы снова сияет».
30 июля 1916 года в результате взрыва на острове Блэк-Том, организованного немецкими диверсантами и вызвавшего детонацию боеприпасов, хранившихся на суднах в Нью-Йоркской бухте, статуя Свободы была слегка поцарапана осколками. Сооружениям острова был нанесён ущерб на сумму около 100 тыс. долларов, разрушено было только одно здание — склад, возведённый из профилированных листов. В том же году Ральф Пулитцер выпустил газету New York World с заголовком: «Статуя Свободы будет сиять каждую ночь с вашей поддержкой; издательство World открывает кампанию по сбору средств». Планировалось, что стоимость новой системы освещения, разработанной инженерами General Electric, составит порядка 30 тыс. долларов. Средства начали поступать со всей страны. Новую систему освещения ввели в эксплуатацию 2 декабря в присутствии президента Вудро Вильсона. Статую стали освещать 246 прожекторов. Внутри факела установили пятнадцать электрических ламп, имитирующих мерцание пламени, а также заменили непосредственно саму линзу. Факел был кардинально переработан. Архитектор Гутзон Борглум решил заменить листы меди, имитировавшие пламя, на «соборное» стекло, окрашенное в синий, янтарный и красный цвета (от основания к верху). Всего установили 60 таких кусочков. Новая система освещения потребляла больше энергии, чем могла обеспечить электростанция, расположенная на острове. В связи с этим, для восполнения её недостатка был проложен подводный кабель, соединивший систему острова с материковыми источниками энергии.

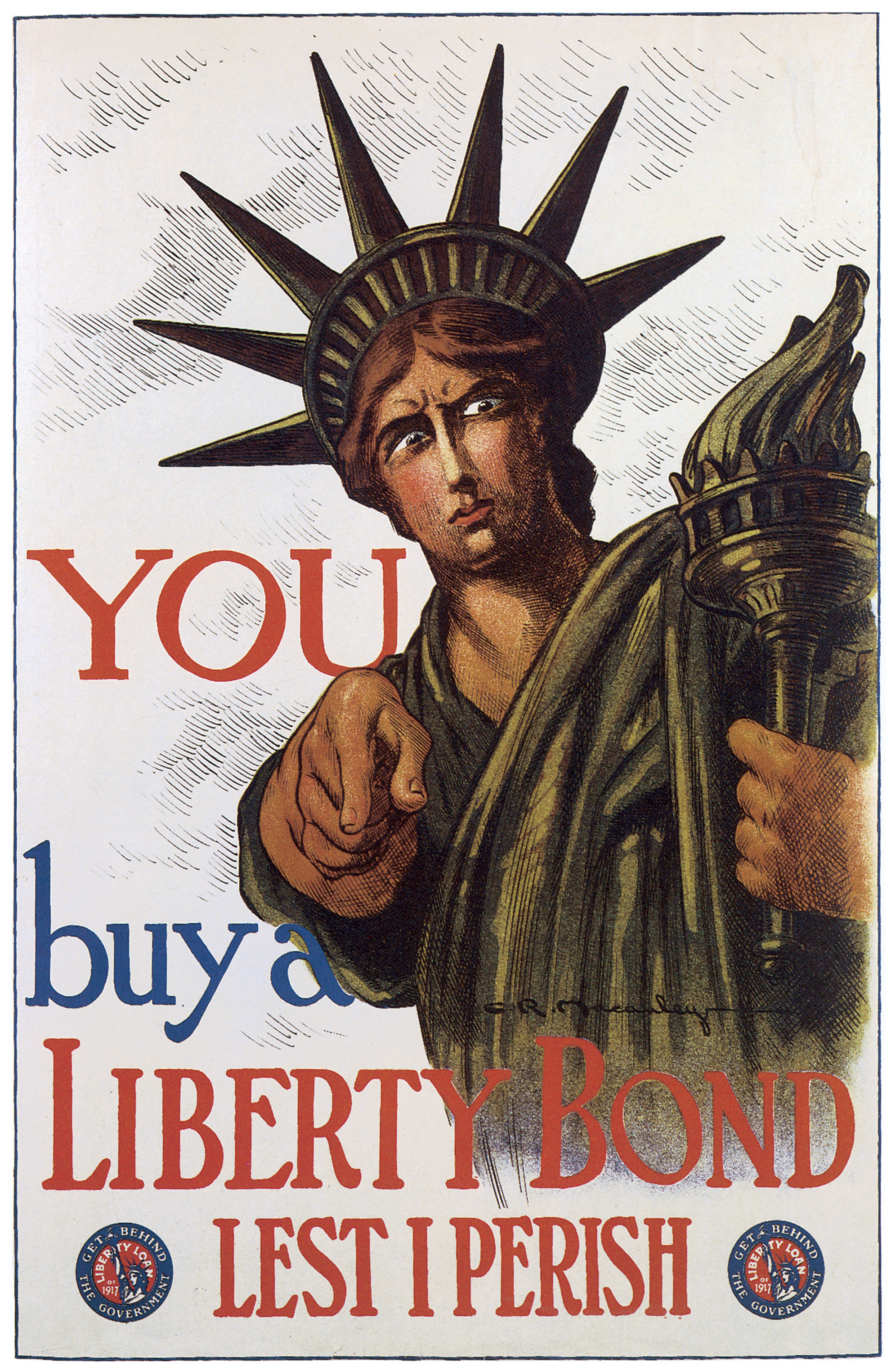
Плакат первого выпуска Облигация свободы (1917)

В течение довольно продолжительного времени символом США была женская фигура Колумбии. Первая мировая война изменила это. Неофициальным национальным символом страны стала Свобода. Статуя воспринималась как прощальный символ для солдат, отправлявшихся на войну. В течение 1917—1918 годов для покрытия военных расходов страны выпускались облигации Свободы, появлялись миллионы плакатов с призывом к американцам приобретать ценные бумаги с изображением статуи. На некоторых она опускала правую руку и указывала пальцем, возглашая: «Покупайте облигации Свободы, иначе я погибну». На других она была задрапирована в американский флаг и держала в руках щит, а не книгу. Популярность статуи не иссякла и после окончания войны. В 1922 году остров Бедлоу посетили в общей сложности 170 тыс. человек. В то же время было положено начало кампании по отнесению статуи Свободы к категории Национальных памятников. 15 октября 1924 года статуя официально получила новый статус. В 1925 году была установлена автоматическая система подачи электроэнергии, которая позволила освещать статую «от заката до восхода солнца». Временной промежуток зависел от объёма выделенных Конгрессом средств, поэтому в некоторые дни продолжительность освещения сокращалась. 27 октября 1931 года состоялся запуск новых прожекторов, существенно превосходивших прежние по мощности и установленных компанией Westinghouse Electric & Manufacturing Company. В начале 1930-х годов военное министерство произвело другие необходимые ремонтные работы. Были установлены новые ступени и поручни, внешняя сторона пьедестала была перекрашена, небольшие отверстия, образовавшиеся в медном корпусе, были заварены. В короне установили новые окна. Новый лифт «Otis» заменил старый, который эксплуатировался в течение предыдущих двадцати пяти лет.
В 1933 году статуя, как и все остальные Национальные памятники, была передана в ведение Службы национальных парков. В собственность передавалась лишь сама статуя Свободы. Остальная часть острова Бедлоу была зарезервирована для военных нужд. Армия США согласилась уступить всю территорию острова, однако требовала предоставить альтернативное место для размещения. Позднее выяснилось, что полная передача острова — юридически неосуществимый процесс, нарушающий акт 1800 года, предусматривавший использование острова исключительно для военных целей. В итоге армейские казармы остались на острове. 28 октября 1936 года президент Франклин Рузвельт и французский посол Андре де Лабуле, внук Эдуара де Лабуле, приняли участие в празднованиях по случаю 50-летия статуи. В том же году Министерство внутренних дел обратилось к Военному министерству и предложило армии покинуть остров Бедлоу — при необходимости постепенно. Для передислокации войск из бюджета было выделено 175 тыс. долларов. 4 мая 1937 года военное министерство сообщило министерству внутренних дел, что остров Бедлоу будет полностью освобождён 30 июня. 7 сентября 1937 года президент Рузвельт издал указ о присоединении военного лагеря Форт-Вуд к Национальному памятнику «Статуя Свободы». В мае 1937 года начались реставрационные работы (самые крупные с момента открытия), которые были ограничены отсутствием наружных строительных лесов и обошлись в 158 тыс. долларов. При ремонте наружной системы крепления использовались саморезы, а не заклёпки. Несущая конструкция статуи в некоторых местах была заменена по причине коррозии. 15 декабря 1938 года статуя была вновь открыта для посетителей.

#### Вторая мировая война и послевоенный период (1946—1983)

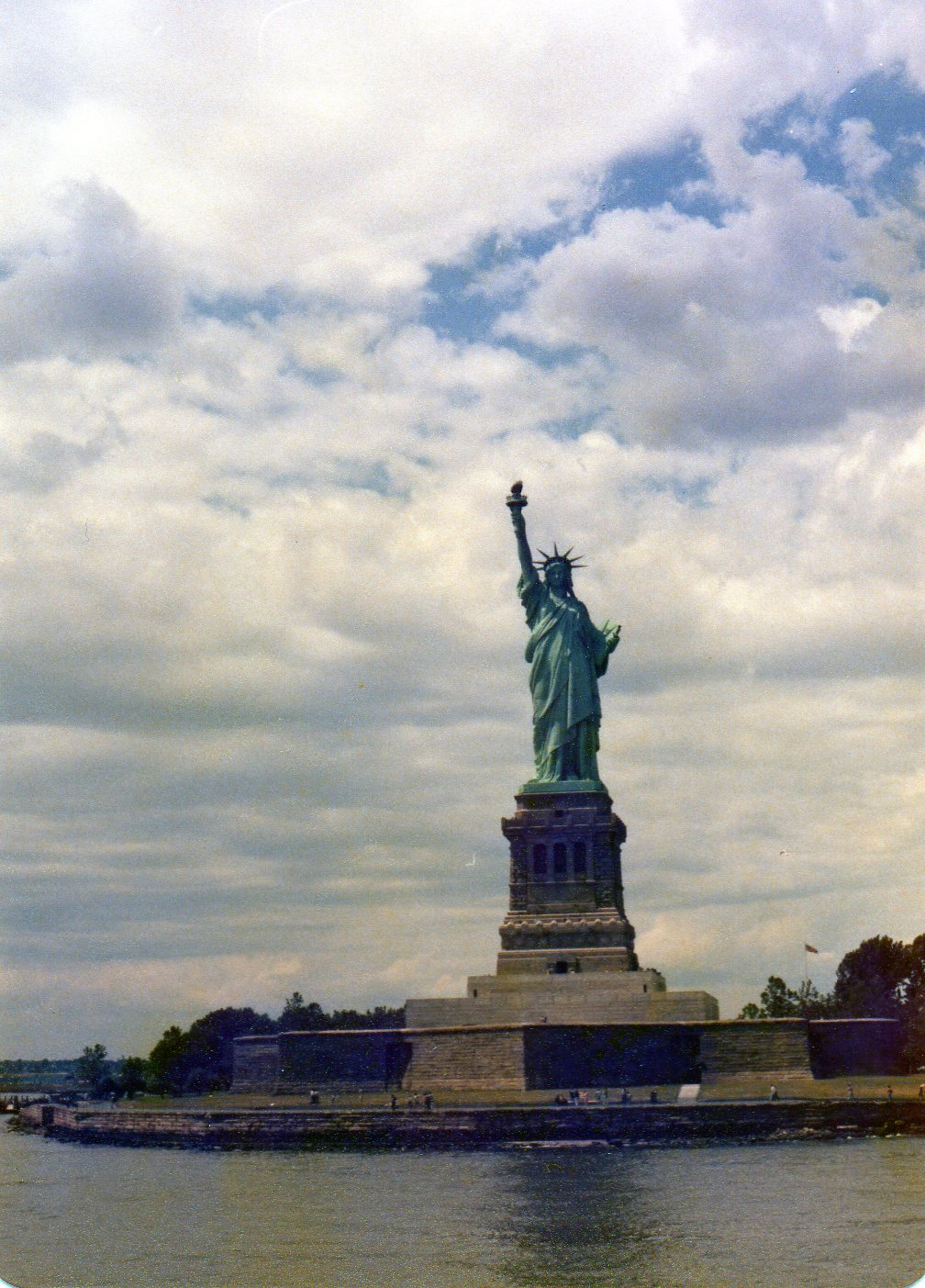
Статуя Свободы (1977)

В период Второй мировой войны статуя Свободы не освещалась (при этом в факеле оставались гореть две 200-ваттные лампы). Считалось, что она могла бы стать хорошим ориентиром для бомбардировщиков в случае нападения на Манхэттен. Несмотря на это, статуя была открыта для посетителей (в 1940 году памятник посетили 395 тыс. человек). Угроза бомбардировки была не единственной причиной отключения освещения. Статуе была уготована роль одного из символов победы союзнических сил. В канун 1943 года огни загорелись: их вспышки образовывали схему из трёх точек и тире. Согласно азбуке Морзе, данное сочетание отождествляло букву «V», ставшую символом победы. 6 июня 1944 года огни вновь загорелись, знаменуя высадку союзников в Нормандии. К концу года система освещения вновь была модернизирована: к системе прожекторного освещения была добавлена батарея из шестнадцати ртутных ламп, за счёт чего удалось добиться увеличения яркости практически вдвое. С 8 мая 1945 года система освещения включалась на постоянной основе. В 1947 году Конгресс выделил 50 тыс. долларов на благоустройство острова согласно специально разработанному генеральному плану. По завершении работ стало понятно, что выделенных средств недостаточно для полноценной реализации проекта. В конце 1940-х для воплощения генерального плана Конгрессом было выделено дополнительно 500 тыс. долларов. Основная идея проекта — строительство нового западного пирса (взамен обветшавшего восточного). Во время строительства нередко случались перебои в подаче воды, электроснабжении и связи, вызванные дноуглубительными работами. Сильный шторм в ноябре 1950 года поставил под угрозу реализацию всего проекта (статуя была закрыта на протяжении двух недель). Спустя время работы возобновились. В западной части острова были построены помещения для персонала. Часть работ затронула непосредственно саму статую. Для снижения конденсации установили отопительную установку, на винтовой лестнице заменили алюминиевые ступени, отремонтировали лифт, а горелку заменили на новую.
3 августа 1956 года было принято решение о переименовании острова Бедлоу в остров Свободы. В 1961 году статую посетило 750 тыс. человек, при этом лишь десятая часть из них представляла Нью-Йорк. В следующем году только в июле число посетителей составило рекордные 172 тысячи. В октябре 1962 года конгрессмен из Нью-Джерси предложил ввиду роста посещаемости построить пешеходный мост между островом и материковой частью Нью-Джерси, возведение которого, по его словам, устранило бы проблему. В конечном итоге предложение отклонил министр внутренних дел Стюарт Юдалл, заявив, что пешеходный мост «навредит живописной эстетике острова». В период 1960—1970-х годов статуя нередко подвергалась вандализму и выступала объектом выражения антивоенных настроений в период вьетнамской войны.

#### Реставрация (1984—1986)

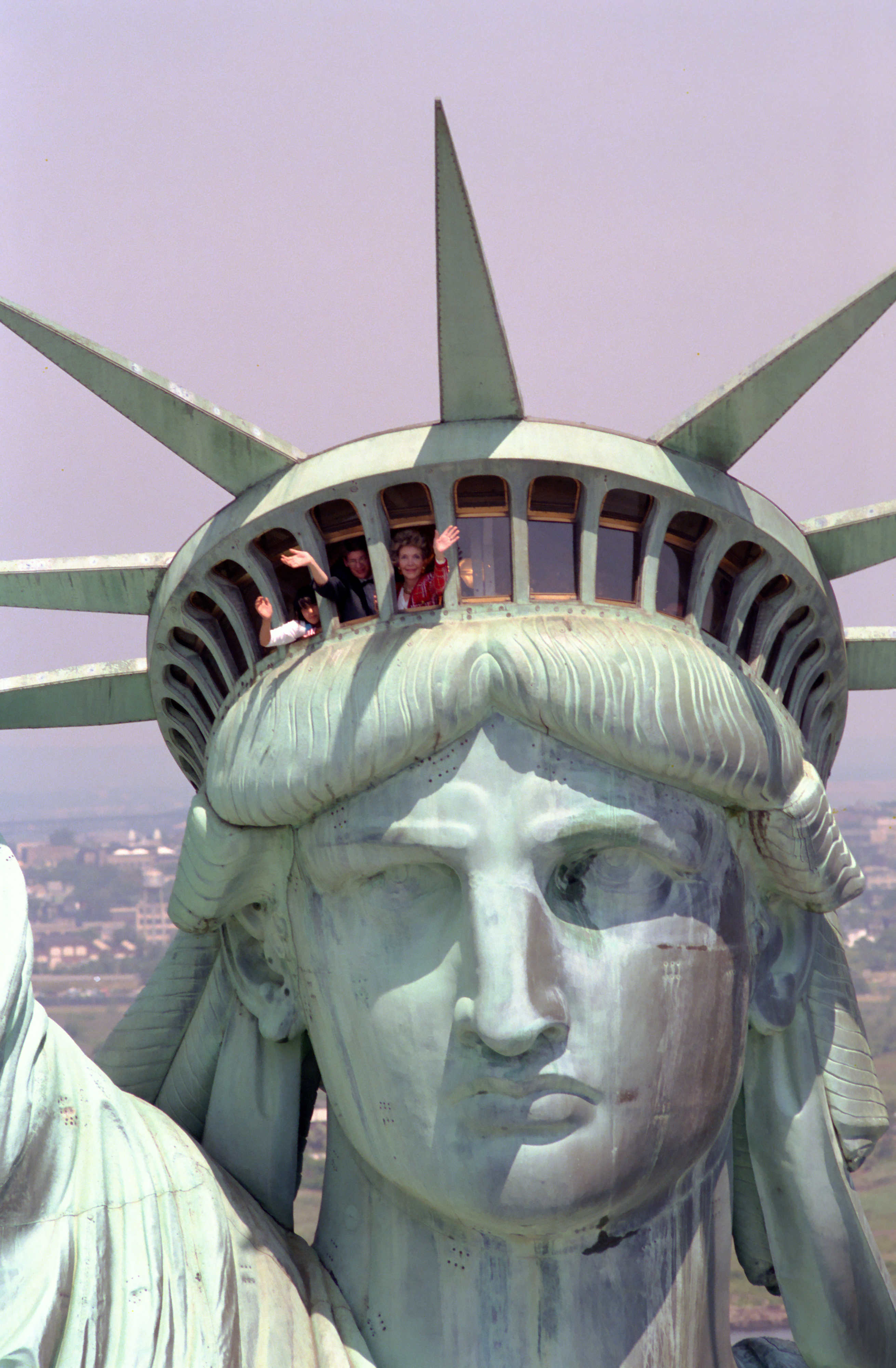
Нэнси Рейган на статуе Свободы в День независимости США, 4 июля 1986 года

18 мая 1982 года при поддержке Рональда Рейгана была создана Комиссия по празднованию столетия статуи Свободы (англ. Statue of Liberty Centennial Commission), которую возглавил Ли Якокка. Планировалось, что силами членов Комиссии удастся привлечь 230 млн долларов спонсорской помощи на реставрацию монумента и обновление острова Эллис (позднее требуемая сумма возросла до 265 млн долларов). При этом министр внутренних дел США Джеймс Уатт заявил, что средства федерального бюджета на данные цели выделяться не будут и необходимо полагаться исключительно на возможности частного сектора. В реставрационных материалах отмечается, что внутренняя часть статуи «страдала» от коррозии. В планах Комиссии было создание на острове безбарьерной среды и проведение работ по его озеленению. Первоначально к работам были привлечены французские инженеры. На стыке 1982—1983 годов команда специалистов изучала опыт обновления аналогичных статуй и отражала его в реставрационном проекте. В июле 1983 года проект был представлен директору Службы национальных парков Расселу Дикенсону. Затем состоялась пресс-конференция в Вашингтоне, в ходе которой Жан-Пьер Тиссье продемонстрировал присутствовавшим модель статуи высотой 2,5 метра. Модель включала в себя практически все элементы, начиная с центрального пилона и заканчивая накладными пластинами. Тем не менее, американская сторона отмечала отсутствие у французских коллег чётко прописанного реставрационного плана, описывающего все этапы и элементы работ, из-за чего начало реставрации, по их мнению, находилось под угрозой переноса. В декабре американская команда инженеров взяла инициативу на себя. В августе 1984 года стало известно о том, что американцы приняли решение расторгнуть соглашение с командой французских инженеров.
Возведение строительных лесов проходило с января по апрель 1984 года. 29 мая статуя была закрыта для посещения. В ходе работ были заделаны трещины на носу и подбородке статуи, удалены тёмные пятна и залатаны дыры, заменены заклёпки и сёдла, отреставрирована винтовая лестница, установлен новый лифт, обновлена система циркуляции воздуха, улучшена система наружного и внутреннего освещения, обновлена плечевая зона статуи, а также заменён оригинальный факел. Воссоздание копии факела потребовало привлечения специалистов в области металлопластики, архитектором выступил Гутзон Борглум. Работы были доверены французской компании Metalliers Champenois. Пламя нового факела было покрыто 24-каратным золотом. К марту 1986 года более двух миллионов физических и юридических лиц пожертвовали в общей сумме 256 млн долларов. Среди крупных жертвователей — Chrysler Corporation, Kellogg Company, Oscar Mayer и American Airlines. В то же время реставрационные работы были завершены на три четверти. Официальные празднования, приуроченные к столетию статуи, состоялись в период с 3 по 6 июля 1986 года во время Уик-энда Свободы.

### XXI век

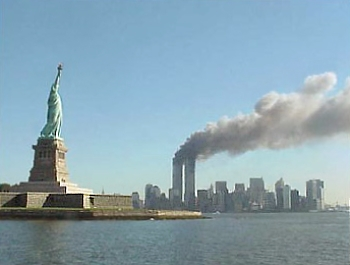
Статуя Свободы на фоне повреждённых башен-близнецов во время теракта 11 сентября 2001 года

11 сентября 2001 года вследствие террористической атаки на Всемирный торговый центр статую и остров закрыли для общественности. Остров был вновь открыт для посещения в конце 2001 года, но пьедестал открыли лишь 3 августа 2004 года. Сама статуя, включая корону, оставалась закрытой, можно было взглянуть на её внутренний каркас через прозрачный потолок пьедестала. И в музей, и на смотровую площадку пьедестала можно было попасть только с организованной экскурсией. Само посещение острова сопровождалось ограничениями и проверками в целях безопасности. 17 мая 2009 года президент Барак Обама и министр внутренних дел Кен Салазар объявили, что в качестве «особого подарка» Америке на День независимости статуя будет открыта для посещения с 4 июля, но ежедневно подниматься на корону сможет лишь ограниченное количество людей.
29 октября 2011 года, на следующий день после празднования стодвадцатипятилетия статуи, она была закрыта на модернизацию. При этом остров Свободы оставался открытым для общественности. Ровно через год после закрытия на ремонт и установки нового лифта, 28 октября 2012 года, национальный монумент возобновил свою работу для посетителей, однако спустя несколько дней вновь был закрыт из-за надвигавшегося урагана «Сэнди». Шторм не повредил саму статую, а лишь разрушил некоторые объекты инфраструктуры. 8 ноября представитель Службы национальных парков объявил, что остров останется закрытым на неопределённый срок для проведения восстановительных работ. Поскольку на острове Свободы отсутствовало электричество, был установлен генератор питания для временных прожекторов, освещавших статую ночью. 4 июля 2013 года статуя и остров вновь открылись для публики.
С 1 по 13 октября 2013 года, в связи с приостановкой работы правительства США, все национальные парки и федеральные музеи, в том числе и остров Свободы, были закрыты для публики, что вызвало немало споров и недовольства со стороны туристических организаций. 7 октября 2016 года началось строительство нового музея статуи Свободы. Общая площадь объекта — 26 000 квадратных футов (2415,5 м²), стоимость строительства составила 70 миллионов долларов. Музей был открыт для посетителей 16 мая 2019 года. В марте 2020 года установлены ограничения на посещение статуи и острова. Причиной стало распространение COVID-19 в Нью-Йорке. Остров был открыт для посетителей уже в июле, смотровая площадка пьедестала — спустя год. В октябре 2022 года возобновила работу корона статуи.

## Описание

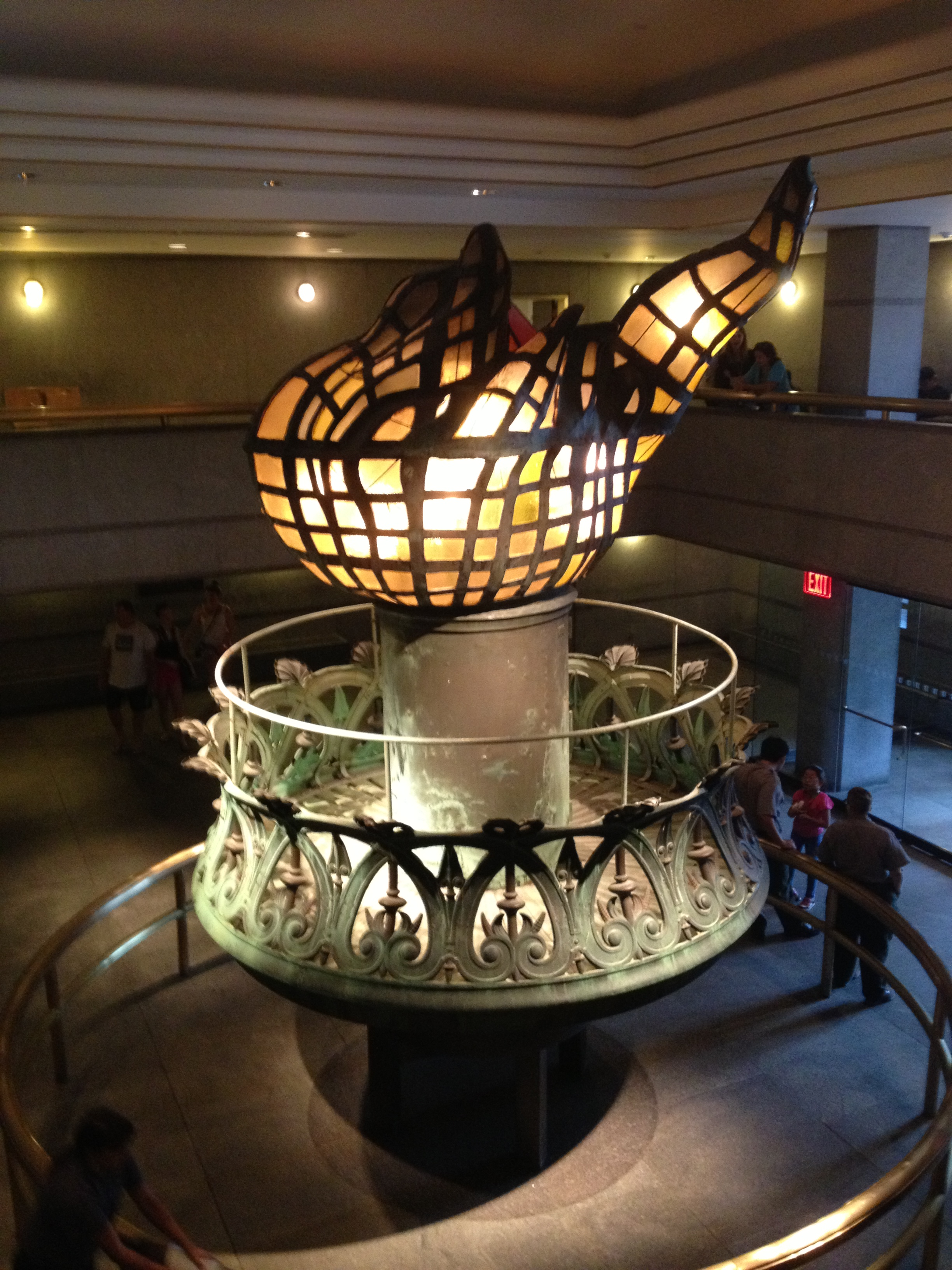
Первоначальный факел статуи Свободы

Статуя находится на гранитном пьедестале, который, в свою очередь, расположен на бетонном основании. Внутри пьедестала расположен музей, посвящённый истории статуи, на вершине находится смотровая площадка. В музей и на смотровую площадку пьедестала можно подняться как по лестнице, так и на лифте. Чтобы подняться на смотровую площадку, нужно преодолеть 192 ступени. Функционирует лифт, однако до смотровой площадки придётся пройти дополнительно 26 ступеней. Пьедестал имеет прозрачный потолок, через который можно, находясь внутри пьедестала, увидеть внутренний стальной каркас. В самой статуе, в основании короны и на факеле (вокруг языков пламени) также имеются смотровые площадки, подняться к которым можно только по лестницам. Чтобы попасть на смотровую площадку в основании короны, нужно подняться по винтовой лестнице из 354 ступеней. Площадка снабжена 25 окнами, из которых открывается обширный вид на нью-йоркскую гавань. К смотровой площадке на факеле ведёт лестница длиной 12,8 метра, расположенная внутри руки (доступ был открыт в период 1886—1916 годов).
Данные о массе статуи и постамента разнятся:
- В энциклопедии XIX века указывается вес медной облицовки в 176 368 фунтов, а общая масса — 440 920 фунтов[134];
- В литературе начала второй половины XX века указывается вес меди 200 000 фунтов, а общая масса — 450 000 фунтов, включая стальной каркас массой 250 000 фунтов[135];
- Однако в начале XXI века стала распространенной другая информация: 62 000 фунтов — масса меди, и 250 000 масса стали[136].
- По данным государственной организации, в чьем управлении находится монумент на 2024 год: масса меди — 62 000 фунтов, масса рамы — 250 000 фунтов, масса бетонного основания — 54 000 000 фунтов, что приблизительно составляет 28 тонн меди, 113 тонн стали, 24 500 тонн бетона[137].

| Части скульптуры                   | Размер  |
| ---------------------------------- | ------- |
| Высота от земли до верхушки факела | 92,99 м |
| Высота статуи                      | 46,05 м |
| Длина кисти руки                   | 5,00 м  |
| Длина указательного пальца         | 2,44 м  |
| Голова от макушки до подбородка    | 5,26 м  |
| Ширина лица                        | 3,05 м  |
| Длина глаза                        | 0,76 м  |
| Длина носа                         | 1,37 м  |
| Длина правой руки                  | 12,80 м |
| Толщина правой руки                | 3,66 м  |
| Толщина талии                      | 10,67 м |
| Ширина рта                         | 0,91 м  |
| Высота таблички                    | 7,19 м  |
| Ширина таблички                    | 4,14 м  |
| Толщина таблички                   | 0,61 м  |
| Толщина медного покрытия статуи    | 2,38 мм |

## Месторасположение и доступ
Статуя расположена в Нью-Йоркской бухте на острове Либерти к югу от острова Эллис. Два острова вместе образуют Национальный монумент статуи Свободы. В 1800 году оба острова были переданы Нью-Йорком федеральному правительству. Несмотря на соглашение 1834 года между Нью-Йорком и Нью-Джерси, которое определило границу между штатами, острова́ остаются территорией Нью-Йорка, хотя географически расположены на стороне Нью-Джерси. Остров Свободы входит в состав боро Манхэттен.
Плата за вход к национальному памятнику не взимается, но существует плата за паромное сообщение. В 2007 году компании Statue Cruises было предоставлено исключительное право по перевозке посетителей (в период 1953—2007 годов перевозками занималась компания Circle Line). Посетители, намеревающиеся подняться на основание статуи и пьедестал, вносят символическую плату при покупке билета на паром. Желающие подняться по лестнице внутри статуи к короне должны также приобрести специальный билет. Посетители, как правило, прибывают на остров Свободы на паромах с причалов Бэттери-Парк-сити и Либерти-Стейт-Парк. Пропускная способность национального памятника — тысяча человек в день.

## Статуя Свободы в искусствоведении и культурологии

### Значение статуи как символа в разные периоды американской истории

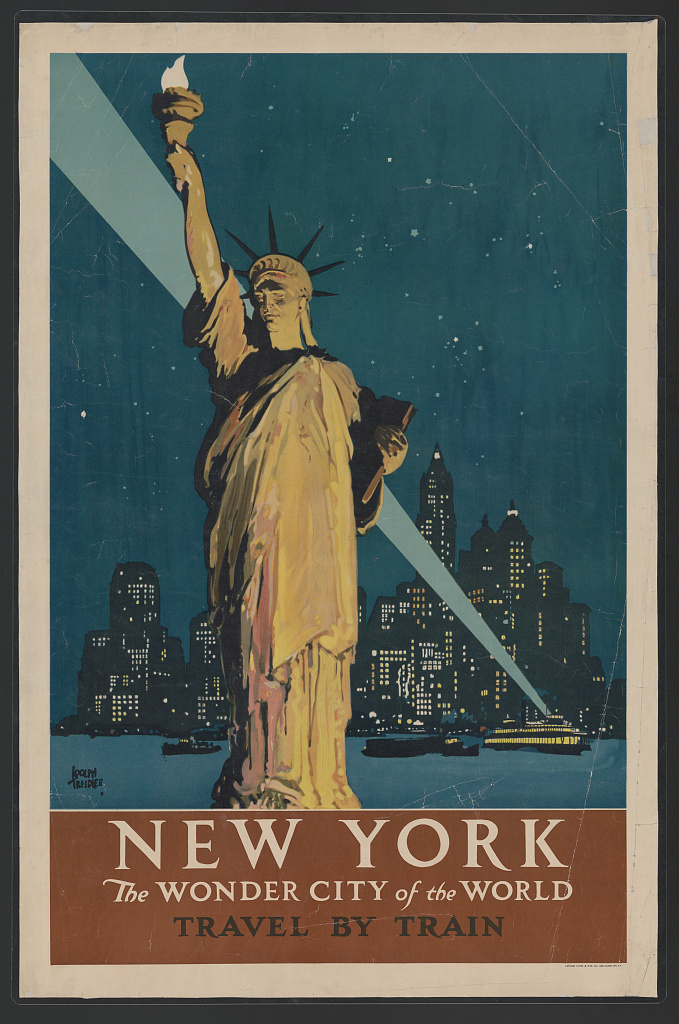
Плакат с изображением статуи Свободы (1927)

С момента открытия 26 октября 1886 года статуя Свободы стала одной из самых знаковых достопримечательностей в мире. Бартольди разработал эскиз статуи в начале так называемого периода «памятникомании», являющегося важной исторической вехой Третьей французской республики. В это же время популярность возведения статуй достигла своего пика и в США: историк Эрика Досс утверждает, что с 1870-х по 1920-е годы, после Гражданской войны в США, «статуи не только украшали послевоенный общественный ландшафт, но и олицетворяли общепризнанные основы государственности». По мнению историков-искусствоведов Роберта Нельсона и Маргарет Олин, отчасти это связано со способностью памятника «выражать посыл и чувства общества, наделяющие его смыслом и в то же время скрывающие разобщённость во мнениях и нивелирующие претензии на главенствующую роль одного из них». По словам Нельсона и Олин, «период после Французской революции <…> стал периодом образования концепций, имеющих решающее значение в формировании образа исторического памятника и его представления».
Размер статуи Свободы символизирует уважение к историческому прошлому. Ранние фотографии статуи демонстрируют её гигантизм: мужчины стоят, словно карлики, рядом с её пальцами, создавая руку, держащую табличку. Другое изображение 1930-х годов демонстрирует сюрреалистическое различие в масштабе между одним из посетителей и самой статуей: мужчина стоит рядом с огромной ногой Свободы, пальцы её ног достигают практически его талии. Размер статуи отражает амбиции её создателя Гюстава Эйфеля и, вероятно, силу воли политических деятелей, стремившихся укрепить связь между Францией и США посредством видимого установления общих идеалов. По мнению историка-искусствоведа Беньямина Бухло, огромные общественные памятники свидетельствуют о периоде незащищённости и неопределённости и являются попытками закрепить видение истории, когда оно наиболее размыто. «Устойчивость и размер» скульптур обеспечивают «баланс» и восполняют «пробелы исторической идентичности». По словам историка Эдуардо Кадавы, столь масштабные скульптуры олицетворяют стремление «пересмотреть и переписать историю» в условиях цензуры или в трагические периоды. В своих трудах Кадава обращается к Карлу Марксу, рассматривавшему революции как «локомотивы истории», а также к Вальтеру Беньямину, сравнившему революционную деятельность с «нажатием на аварийный тормоз». «Памятникомания» во Франции и, в меньшей степени, в США в период создания статуи Свободы обусловлена желанием властей заполнить образовавшийся «пробел» абстрактными идеалами того времени. Фигура Свободы, наряду с равенством и братством — тремя ценностями, составляющими национальный девиз Франции, — пришлась как нельзя кстати и заполнила данную нишу.
В представлении Бартольди, де Лабуле и президента Кливленда «свобода» олицетворяла свет, пронзающий «тьму невежества и человеческого угнетения». Однако, учитывая многозначную природу памятников, символизм статуи не остался неизменным. В своей книге американский историк Марвин Трахтенберг отметил множество различных подходов, трактующих символизм статуи, а также его переосмысление спустя годы. По его словам, статуя продолжает играть роль своеобразной «матери изгнанников (мигрантов)», а в более широком смысле — образа Соединённых Штатов. Открытие статуи для посещения в 2009 году придало ей иное значение — статуя Свободы стала символом свободы перед лицом международного терроризма, ознаменовав «возвращение к прежней жизни» после терактов в Нью-Йорке, произошедших 11 сентября 2001 года, вследствие которых статуя была закрыта. Данный символизм получил дальнейшее развитие после террористических атак в Париже в ноябре 2015 года, когда статуя стала своеобразным символом союза между США и Францией перед лицом терроризма и их общего стремления к свободе.

### В поэзии
В 1883 году американская поэтесса Эмма Лазарус написала сонет «Новый Колосс» (The New Colossus), посвящённый статуе Свободы. 20 лет спустя, в 1903 году, он был выгравирован на бронзовой пластине и прикреплён на стене в музее, находящемся в пьедестале статуи. Знаменитые последние строки «Свободы»:
 «Keep, ancient lands, your storied pomp!» cries she

 With silent lips. «Give me your tired, your poor,

 Your huddled masses yearning to breathe free,

 The wretched refuse of your teeming shore.

 Send these, the homeless, tempest-tossed to me,

 I lift my lamp beside the golden door!»
В русском переводе Владимира Лазариса:
 «Вам, земли древние, — кричит она, безмолвных

 Губ не разжав, — жить в роскоши пустой,

 А мне отдайте из глубин бездонных

 Своих изгоев, люд забитый свой,

 Пошлите мне отверженных, бездомных,

 Я им свечу у двери золотой!»
В более близком к тексту переводе:
 «Оставьте, земли древние, хвалу веков себе!»

 Взывает молча. «Дайте мне усталый ваш народ,

 Всех жаждущих вздохнуть свободно, брошенных в нужде,

 Из тесных берегов гонимых, бедных и сирот.

 Так шлите их, бездомных и измотанных, ко мне,

 Я поднимаю факел мой у золотых ворот!»

### Изображения
Изображения статуи Свободы появлялись в периодических изданиях 1880-х годов, таких как L’Illustration, Frank Leslie's Illustrated Newspaper, Harper’s Weekly и The Daily Graphic. Образ статуи Свободы воспроизводился на бумаге при помощи техники литографии фирмами Root & Tinker и Currier & Ives. Её изображения нередко использовались в коммерческих целях, в том числе в рекламе парижского соуса. Название «Свобода, озаряющая мир» преобразовывалось рекламщиками и карикатуристами в «Свобода, кормящая мир», «Свобода, очищающая мир» и др. Изображение статуи широко использовалось в карикатурах, критикующих государственную политику. В марте 1881 года газета The Evening Telegram опубликовала антииммиграционную карикатуру, на которой статую окружают «отбросы Европы» (англ. dregs of Europe). В период Первой мировой войны статуя изображалась на плакатах для продажи военных облигаций как во Франции, так и в США. В межвоенный период её изображение продолжало пользоваться популярностью в коммерческих кампаниях. Так, в 1928 году образ статуи появился в рекламе виски «Haig». Во время Второй мировой войны изображение Свободы появлялось на плакатах, популяризировавших продажу военных облигаций.

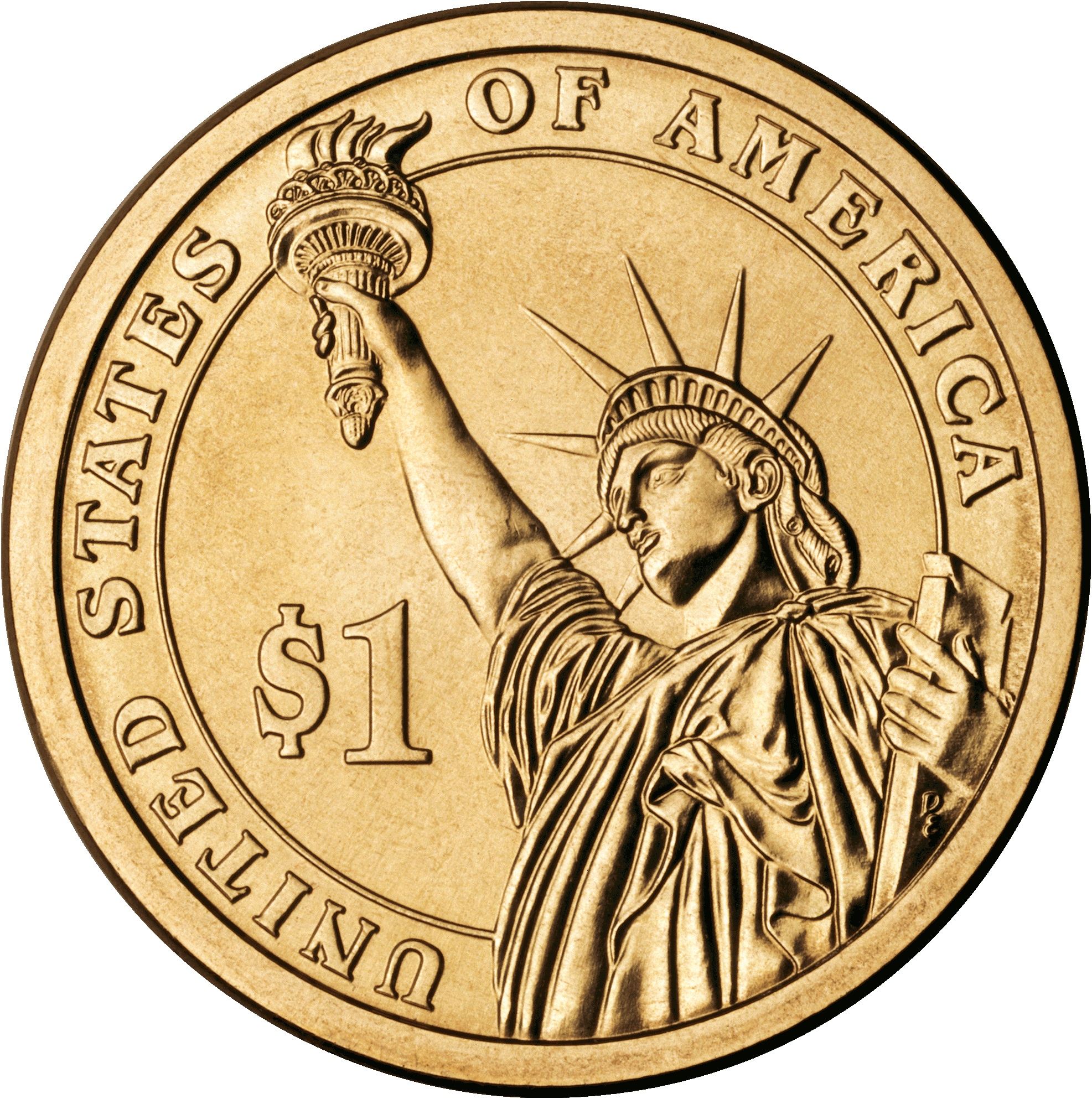
Свобода на однодолларовой президентской монете

Являясь национальным символом Америки, Статуя Свободы неоднократно изображалась на монетах и почтовых марках. Впервые она появилась на памятных монетах в 1986 году в ознаменование собственного столетия. В 2001 году в Нью-Йорке поступили в обращение монеты памятной серии «Двадцатипятицентовики пятидесяти штатов» с её изображением. На обратной стороне платиновых десятидолларовых монет 1998 года отчеканена голова Свободы. Изображение статуи Свободы с 2007 года размещено на реверсе однодолларовых монет серии, посвящённой президентам США. На десятидолларовых купюрах 1996—2009 годов в виде фона присутствует факел Свободы. Статуя Свободы появлялась в таких произведениях киноиндустрии, как «Приветствия» (1968), «Планета обезьян» (1968), «Крестный отец» (1972), «Метеор» (1979), «Побег из Нью-Йорка» (1981), «2019: После падения Нью-Йорка» (1983), «Покровитель» (1985), «Европейские каникулы» (1985), «Супермен 4: В поисках мира» (1987), «Бэтмен навсегда» (1995), «Судья Дредд» (1995), «День независимости» (1996), «Пятый элемент» (1997), «Столкновение с бездной» (1998), «Чёрное и белое» (1999), «Искусственный разум» (2001), «Послезавтра» (2004), «Годзилла: Финальные войны» (2004), «День катастрофы 2: Конец света» (2005), «Супермен 2: Версия Ричарда Доннера» (2006), «Дитя человеческое» (2006), «Монстро» (2008), «Железное небо» (2012), «Обливион» (2013), «Человек-паук: Нет пути домой» (2021) и других. Кроме того, существует ряд фильмов, посвящённых непосредственно статуе Свободы, среди них — «La Liberté» (1936) и «On the Inside: The Statue of Liberty» (1999).

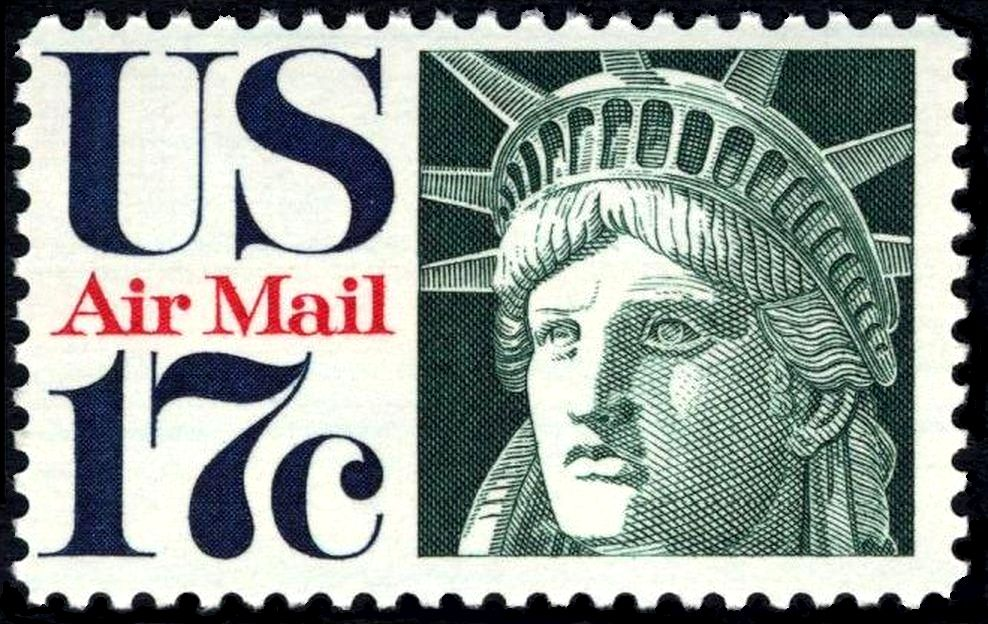
Голова Свободы на почтовой марке (1971)

Изображения статуи широко использованы в символике региональных организаций и учреждений США. С 1986 по 2000 годы в штате Нью-Йорк её контур использовался на номерных знаках транспортных средств. «Нью-Йорк Либерти», профессиональный женский баскетбольный клуб, выступающий в Восточной конференции Женской национальной баскетбольной ассоциации, использует имя статуи в своём названии и её изображение в своей эмблеме, в которой пламя статуи имитирует баскетбольный мяч. Голова Свободы была изображена на дополнительной форме хоккейного клуба НХЛ «Нью-Йорк Рейнджерс» в период 1996—2007 годов и в 2022 году. Национальная ассоциация студенческого спорта для эмблемы баскетбольного мужского финала 1996 года использовала символическое изображение статуи. В основе эмблемы Либертарианской партии США — стилизованное изображение факела Свободы.

### Репродукции
Сотни репродукций экспонируются в самых разных частях мира. По случаю Всемирной выставки 1900 года скульптор Фредерик Бартольди создал версию статуи Свободы в размере 1 к 16. В 1906 году статуя была установлена в Люксембургском саду, где она простояла вплоть до 2011 года. С 2012 года она выставлена в музее Орсе, а её бронзовая копия — в Люксембургском саду. Ещё одна копия размером в четвёртую часть оригинала, переданная Парижу, установлена на Лебедином острове Сены лицом на запад, в сторону главной статуи. Во Франции расположено как минимум двенадцать репродукций статуи Свободы (шесть из них находятся в Париже).

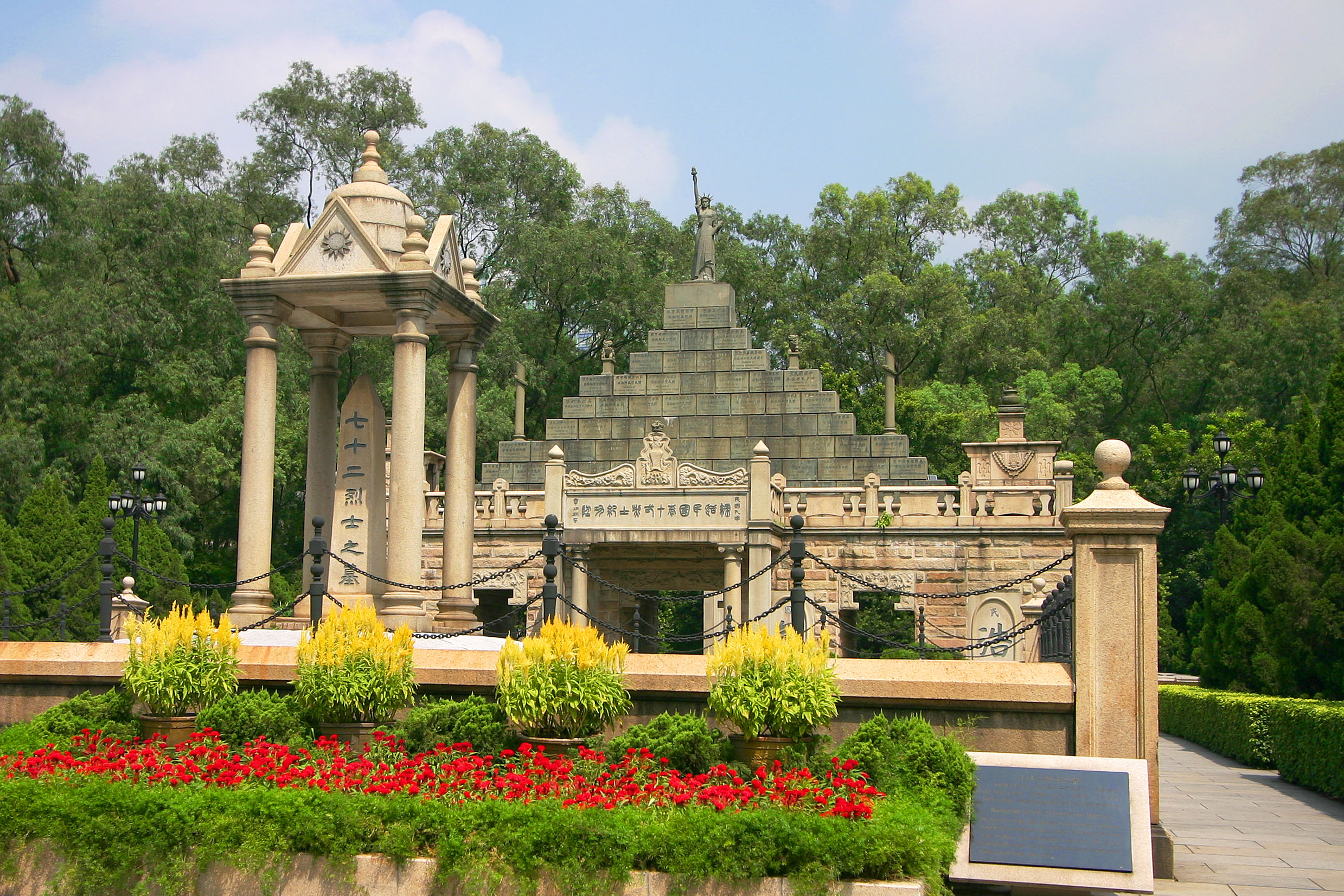
Копия Статуи Свободы на вершине монумента в Гуанчжоу

Девятиметровая копия, много лет украшавшая верх здания «Liberty Warehouse» на 64-й улице Манхэттена, сейчас экспонируется на территории Бруклинского музея. Организация американских скаутов в ходе празднования своего сорокалетия в 1949—1952 годах безвозмездно передала около двухсот копий из штампованной меди высотой 2,5 м различным американским штатам и муниципалитетам. Точная копия статуи, расположенная в Токийском заливе, символизирует крепкие отношения между Францией и Японией. Памятник был установлен в 1998 году. Копия статуи Свободы расположена в районе Вила-Кеннеди города Рио-де-Жанейро, Бразилия. В Леголенде датского города Биллунн расположена точная копия статуи, возведённая из 400 тыс. кубиков. Копия статуи расположена на вершине монумента в память о восстании в Гуанчжоу 1911 года (см. Синьхайская революция).

### Городская легенда
Профессор Тайлер Стоувелл отмечает, что, согласно популярной среди афроамериканцев легенде, современная скульптура не является оригинальной статуей Свободы. «Настоящий оригинал был создан по образу чернокожей женщины и имел африканские черты лица. Кроме того, смысл статуи заключался в том, чтобы почтить не иммигрантов, а отмену рабства в Америке после Гражданской войны, и в частности службу чернокожих солдат Союза. Статуя несла разорванные цепи, символизирующие освобождение».